# 横浜市交通局2000形電車
横浜市交通局2000形電車（よこはましこうつうきょく2000けいでんしゃ）は、横浜市交通局が運営する横浜市営地下鉄の1号線・3号線（現行愛称、ブルーライン）で運行されていた通勤形電車。

## 概要
最初に1983年（昭和58年）12月に試作車（第1編成）が落成し、誘導障害や性能確認試験が行われた。その後、1984年（昭和59年）6月21日から横浜市交通局初の冷房車として営業運転を開始した。そして、1号線上永谷駅 - 舞岡駅間および3号線横浜駅 - 新横浜駅間の開業に合わせて1984年11月初旬以降に量産車が落成し、6両編成9本（第15 - 23編成、54両）が出揃った。量産車は1984年12月1日から営業運転を開始している。試作車と量産車はほぼ同一の設計である。編成番号（車番の百位・十位）は1000形の続番である。
製造から20年が経過した事により更新の時期を迎えたが、2000形は車両の構造上バリアフリー対応が困難なことや、3000形とドア幅が異なりワンマン運転によるホームドアに対応できないため、2004年（平成16年）度から2006年（平成18年）度にかけて第15・17 - 23編成の8本が順次更新され、台車・ブレーキ装置や補助電源装置・空気圧縮機等の機器類を流用した上で3000R形と同様の車体・制御装置となり、新たに3000S形とされた。書類上は2000形の廃車による3000S形への代替新造扱いとなっているため、車籍は引き継がれていない。3000S形に供出した台車や機器類以外は他事業者へ売却されずにすべて解体された。
なお、第16編成 (2161F) は必要編成数の見直しで更新の対象外とされ、そのまま廃車扱いとなった。この編成は2006年11月28日に「ありがとう2000形 横浜市交通局」と表記した特製ヘッドマークを先頭車の前面に装着した。1000形と同様に同年12月13日をもって定期運用から離脱し、12月16日に新羽車両基地で開催された「はまりんフェスタ」にともなう廃車回送を兼ねたさよならイベントを最後に営業運転を終了し、その後解体された。

## 車体
車体長18mで3扉、車体は外板・骨組共にステンレス鋼を使用した軽量オールステンレス構造とされた。基本デザインは1000形を踏襲しているが、コルゲートが廃されたためすっきりした外観となっている。内部骨組みを含んだ構体重量は1両あたり平均で7,200kgと、1000形から1tほど軽量化された。
前面は窓のない非常扉（プラグドア・非常用ハシゴ付）を配置しており、非常扉を左側に寄せて運転席部分の窓寸法を拡大した。前照灯や尾灯の形状は角型となった。側窓は乗客の圧迫感を軽減し、心理的な安心感を持たせるためフレームレスガラスを使用したバランサー付きの一段下降式とし、可能な限り大きさを大きく取っている。

## 室内
室内は基本的なレイアウトは1000形と同一とし、配色は暖色系でまとめている。座席は袖掛け板付きで、背掛を厚くするなどして座り心地の改良を図り、モケットには1人掛けの範囲を明示した模様をデザインパターンとして織り込んだ。色はゴールデンイエローとして、これをインテリアの基調色としている。
内板はアルミ化粧板とし、側窓内枠・天井ラインフローファンの吹き出しルーバーはFRP製として冷たい感じを避け、色は薄茶色として全体としての配色バランスを整えた。
天井は冷房装置搭載の関係で各車とも車端部が中央部より一段ほど低くなっており、天井中央部には冷房ダクトと吹き出しダクトを一体として通している。
室内灯は先頭車18灯、中間車20灯を二列に配し、うち2灯は予備灯を兼ねて直流電源によりバックアップしている。
運転台はデスクタイプのもので、マスコンとブレーキは1000形に続き前後操作式のツーハンドル式とした。

## 走行機器など
主回路制御には1000形の抵抗制御に代わり、三菱電機製または日立製作所製の逆導通サイリスタ（RCT）素子による電機子チョッパ制御装置を採用した。素子の冷却方式はフロン沸騰冷却方式を採用している。主回路接続方式は2S2Pの2群方式とし、これらをチョッパ装置によって相差運転を行い、力行時には定電流制御・弱め界磁制御を、制動時には弱め界磁一定の定電圧制御を行う方式としている。合成周波数は552Hz(276Hz×2)である。応荷重装置も装備しており、定員250%乗車までは一定の加減速度が得られる方式とした。
主電動機は直流直巻電動機を使用し、東芝製のSE-640型を各電動台車に2基ずつ装備した。1時間定格値における出力は140kW、端子電圧は375V、定格電流は415A、定格回転数は2,000rpm(85%界磁)、最弱め界磁率は40%である。
ブレーキ装置はYSA-1形(Yokohama Stepsignal Analog Brake)と称する回生ブレーキ併用電気指令式空気ブレーキで、遅れ込め制御に対応しているが、乗務員室の切り替えスイッチにより均一ブレーキ方式へ切り替えることも可能としている。電空アナログ演算方式により乗客の荷重による空気ばねの圧力変動を検知し、各7段階のブレーキ指令に対して常に一定の減速度が得られる方式としており、遅れ込め制御時における付随車のブレーキは減速度2.5km/h/sに相当するブレーキ5ノッチ指令までは電動車の回生ブレーキで負担する。
駆動方式は横浜市営地下鉄で初めてWN平行カルダン駆動方式を採用し、歯車比は98:15＝1:6.53に設定された。
台車は住友金属工業（現・日本製鉄）製のSUミンデン式軸箱支持方式のボルスタレス空気ばね台車（SS104形・動力・付随台車とも共通）を使用する。基礎ブレーキは1000形ではディスクブレーキ方式であったものを、本形式においては重量軽減・保守性向上の観点から片押し式踏面ブレーキとされた。
補助電源装置は東洋電機製造製のGTOサイリスタ素子によるブースター式静止形インバータ（SIV）を採用した。定格容量は130 kVA、出力電圧は三相交流440V（60Hz）である。なお、このSIVは後年の1999年（平成11年）から、機器更新としてIGBT素子を使用した新型（定格容量135 kVA・東洋電機製造製）に更新されている。ただし、数年後に本形式の廃車が始まったため、この新型SIVは3000S形に流用されている。
電動空気圧縮機は横型3気筒、単動2段圧縮、全閉外扇式誘導電動機駆動のC-2000L型を両先頭車に1台ずつ搭載し、除湿装置を備えている。起動装置はサイリスタによる無接点起動とすることで保守の省力化を図った。
モニタ装置は各編成中の各車に搭載するモニタ装置各局において、車両の各機器の動作状態を監視し、万が一の故障・異常動作時にはその内容及び故障復旧のための応急処置を乗務員に案内する。これによって迅速な応急処置を図ると共に、故障個所の早期発見と現象解析のための故障記録を収集保持し、これを編集再出力できることを主目的としている。
新製時から冷房装置を搭載しており、これは関東地区の地下鉄事業者では初の事例となった。装置は集約分散式で、第三軌条方式故に車両限界に余裕がないため、高さを370mmまで抑えている。1基当たりの能力は19.77 kW (17,000 kcal/h) であり、これを車端部の屋根に埋め込む形で1両あたり2基を設置している。車体中央には冷風撹拌のため、冷房・暖房とは独立して運転されるラインフローファンを設置し、先頭車は1両あたり5台、中間車が1両あたり6台を天井に埋め込む形で搭載した。暖房装置は出力650Wのシーズ線式暖房機を先頭車に12台、中間車に16台、それぞれ客室座席下に装備している。冷房・暖房共に制御はモニタ装置で行い、温度センサーで室温を検知して設定温度と比較、さらにブレーキの応荷重検知として取り込んでいる乗車率も加味することできめ細やかな制御を実現している。

## その他
2000形は横浜市営地下鉄の車両の中で唯一、室内側客用ドア上部に旅客･次駅案内表示器は搭載されなかった。そのため、ドア上部の一部の広告枠の上部にも路線案内図が貼り付けされていた。
また、日本国有鉄道（国鉄）205系の窓構造の設計変更に影響を与えた。詳細は当該記事を参照。

## 編成表
|          | ← 湘南台方面あざみ野方面 → |               |                |               |                |                |                |
| 形式     | 2000形 （Tc1）             | 2000形 （M1） | 2000形 （M'1） | 2000形 （M2） | 2000形 （M'2） | 2000形 （Tc2） | 竣工日         |
| 搭載機器 | CP                         | CHOP          | SIV,BT         | CHOP          | SIV,BT         | CP             | 竣工日         |
| 車両重量 | 27.5t                      | 34.5t         | 34.0t          | 34.5t         | 34.0t          | 27.5t          | 竣工日         |
| 車両番号 | 2151                       | 2152          | 2153           | 2154          | 2155           | 2156           | 1984年2月7日   |
| 車両番号 | 2161                       | 2162          | 2163           | 2164          | 2165           | 2166           | 1984年11月14日 |
| 車両番号 | 2171                       | 2172          | 2173           | 2174          | 2175           | 2176           | 1984年11月27日 |
| 車両番号 | 2181                       | 2182          | 2183           | 2184          | 2185           | 2186           | 1984年12月20日 |
| 車両番号 | 2191                       | 2192          | 2193           | 2194          | 2195           | 2196           | 1985年1月11日  |
| 車両番号 | 2201                       | 2202          | 2203           | 2204          | 2205           | 2206           | 1985年1月20日  |
| 車両番号 | 2211                       | 2212          | 2213           | 2214          | 2215           | 2216           | 1985年2月7日   |
| 車両番号 | 2221                       | 2222          | 2223           | 2224          | 2225           | 2226           | 1986年11月25日 |
| 車両番号 | 2231                       | 2232          | 2233           | 2234          | 2235           | 2236           | 1986年12月4日  |

凡例
- CHOP：制御装置、SIV：静止形インバータ、CP：空気圧縮機、BT：蓄電池